# Audrey Horne
Audrey Horne ist eine norwegische Hard-Rock-Band aus Bergen. Die Band gründete sich im Herbst 2002 und steht bei Napalm Records unter Vertrag. Audrey Horne haben bislang sieben Studioalben, ein Livealbum und eine EP veröffentlicht. Im Jahre 2005 wurde die Band mit den Spellemannprisen, dem norwegischen Grammy ausgezeichnet. Der Bandname stammt von einer Figur aus der US-amerikanischen Fernsehserie Twin Peaks.

## Geschichte

### Gründung undNo Hay Banda(2002 bis 2006)

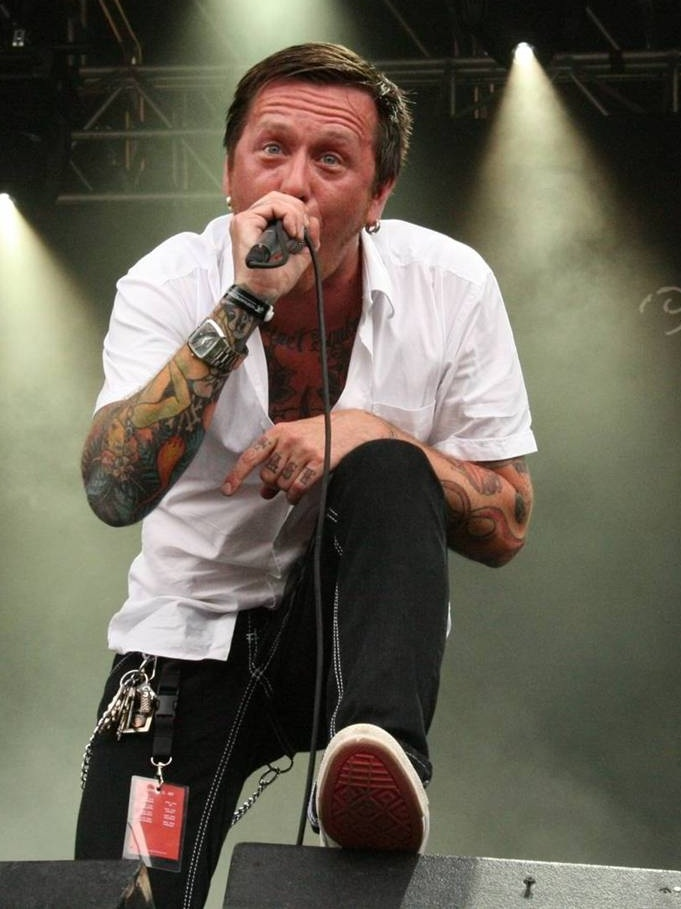
Sänger Torkjell Rød

Audrey Horne gründeten sich im Herbst 2002 als reines Spaßprojekt. Die Gitarristen Arve Isdal (u. a. Enslaved, I) und Thomas Tofthagen (Sahg) sowie der Bassist Tom Cato Visnes (u. a. Gorgoroth, I, Ov Hell) jammten in der gemeinsamen Wohnung von Tofthagen und Visnes und stellten schnell fest, dass alle Musiker einen gleichen musikalischen Hintergrund hatten. Die Besetzung wurde durch den Schlagzeuger Kjetil Greve (Deride) und den Sänger Torkjell Rød ergänzt. An den Keyboards half der Enslaved-Gitarrist Ivar Bjørnson bei den ersten Konzerten aus. Da sich Bjørnson jedoch auf seine Hauptband konzentrieren wollte, stieg Herbrand Larsen als fester Keyboarder ein. Der Bandname wurde von Arve Isdal vorgeschlagen.

„Als ich jünger war, stand ich total auf die Filme von Lynch und der Charakter der Audrey Horne hatte es mir besonders angetan. Sie war unheimlich schön und sexy, aber auch sehr düster und mysteriös. Als wir darüber diskutierten, welchen Namen wir unserer Band geben sollten, dachten wir an einen Namen, der anders und kein typischer Rockname ist. Deshalb schlug ich AUDREY HORNE vor und die anderen fanden die Idee gut. Unsere Musik ist schließlich auch schön, sexy, düster und mysteriös, von daher passte der Name perfekt.“

Nach wenigen Konzerten erhielt die Band von Tuba Records ein Vertragsangebot. Anfang 2005 erschien die EP Confessions & Alcohol, gefolgt vom Debütalbum No Hay Banda (span. für Es gibt keine Band). Das Album wurde vom US-amerikanischen Produzenten Joe Barresi (u. a. Queens of the Stone Age) co-produziert und gemischt. Die EP erreichte Platz 16 der norwegischen Singlecharts, während das Album Platz 32 der norwegischen Albumcharts erreichte. Audrey Horne wurden bei den Spellemannprisen mit dem Preis in der Kategorie Metal ausgezeichnet und erhielten in der Kategorie Bester Newcomer eine Nominierung.

### Le FolundAudrey Horne(2007 bis 2010)

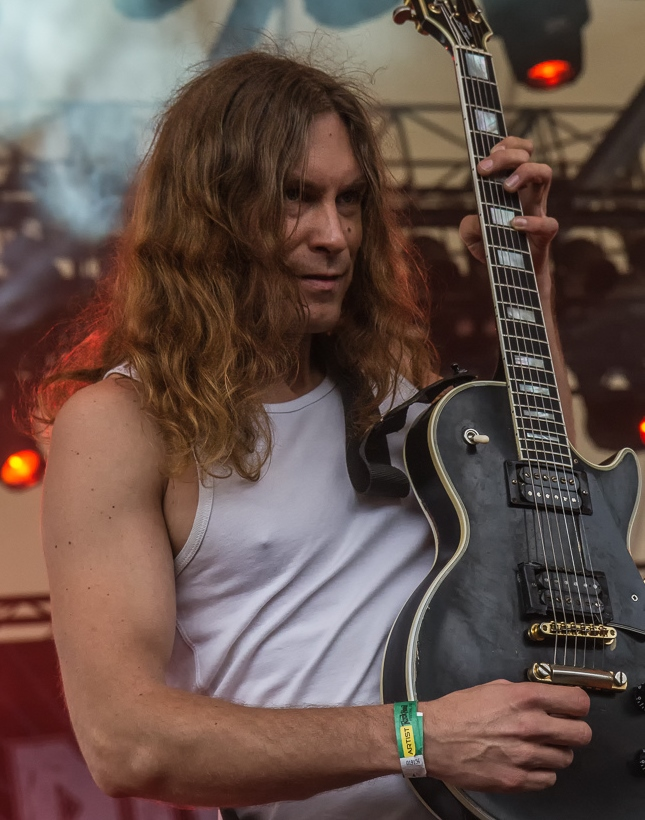
Gitarrist Arve Isdal

Bevor die Band mit den Aufnahmen für ihr zweites Studioalbum begann, durchlebten Audrey Horne chaotische Zeiten. Zum einen stiegen Larsen und Visnes aus. Gleichzeitig verlor die Band ihren Vertrag mit Tuba Records und wechselte daraufhin zu Indie Recordings. Das zweite Studioalbum Le Fol (franz. für Der Joker) erschien im August 2007 und erreichte Platz 22 der norwegischen Albumcharts. Le Fol wurde für den Spellemannprisen und den Alarmprisen jeweils in der Kategorie Metal nominiert. Die Preise gingen jedoch an Mayhem für ihr Album Ordo Ad Chao bzw. Dimmu Borgir für ihr Album In Sorte Diaboli. In Norwegen verkaufte sich Le Fol über 10.000 Mal. Nach zwei Tourneen durch Norwegen gingen Audrey Horne im Herbst 2008 als Vorgruppe von Enslaved auf ihre erste Europatournee.
Im Sommer 2009 spielte die Band vereinzelte Konzerte und traten auf verschiedenen europäischen Festivals wie dem Rock Hard Festival auf. Am 8. Juni 2009 traten Audrey Horne als Vorgruppe von Mötley Crüe bei deren Konzert in Bergen auf. Im September 2009 reiste die Band nach Pasadena, um unter der Regie von Joe Barresi ihr drittes Studioalbum aufzunehmen. Das schlicht Audrey Horne betitelte Werk erschien am 26. März 2010 und erreichte Platz 13 der norwegischen Albumcharts. Am 30. Mai 2010 spielten Audrey Horne als Vorgruppe von AC/DC in Oslo sowie beim Sauna Open Air in Finnland. Im September 2011 wurde die Band vom deutschen Magazin Metal Hammer mit dem Metal Hammer Award in der Kategorie Up-and-Coming band ausgezeichnet. Bei der Show in Berlin spielte die Band zwei neue Lieder.

### YoungbloodundPure Heavy(2012 bis 2016)

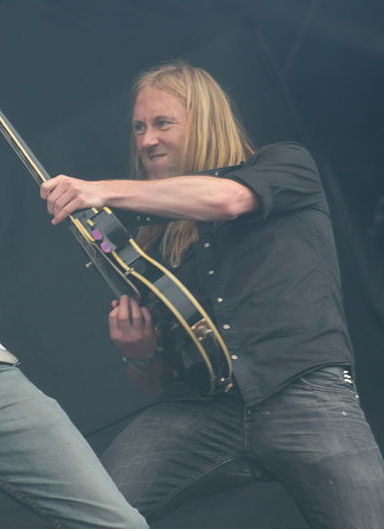
Gitarrist Thomas Tofthagen

Für den Herbst 2012 war eine Europatournee im Vorprogramm von Kill Devil Hill geplant, die jedoch abgesagt wurde. Stattdessen nahmen Audrey Horne unter der Regie von Even Johansen ihr viertes Studioalbum auf. Der bereits seit 2009 als Livemusiker bei Audrey Horne aktive Bassist Espen Lien wurde zum vollständigen Bandmitglied befördert. Im November 2012 unterschrieb die Band einen Vertrag bei der österreichischen Plattenfirma Napalm Records, die am 1. Februar 2013 das Album Youngblood veröffentlichten. Youngblood wurde vom deutschen Magazin Metal Hammer zum Album des Monats gekürt und stieg auf Platz zehn der norwegischen und auf Platz 55 der deutschen Albumcharts ein. Im März 2013 spielte die Band im Vorprogramm von Long Distance Calling auf deren The Flood Inside Tour. Nach mehreren Festivalauftritten im Sommer, unter anderem beim Rock Hard Festival, dem Rockharz Open Air, dem Hellfest, dem Sweden Rock Festival oder dem Masters of Rock in Tschechien, folgte im Herbst 2013 eine Co-Headlinertournee mit Karma to Burn.
Youngblood wurden bei den Metal Hammer Awards 2013 in der Kategorie Bestes Album nominiert, der Preis ging jedoch an die Band Amorphis für ihr Album Circle. Im März 2014 folgte eine weitere Co-Headlinertournee in Europa; dieses Mal mit Grand Magus. Derweil arbeitete die Band bereits an neuen Liedern. Im April 2014 begannen die Musiker mit den Aufnahmen für ihr fünftes Studioalbum. Das Album Pure Heavy wurde von Ivar Sandøy und Jørgen Træen produziert und erschien am 19. September 2014. Es erreichte Platz 16 der norwegischen und Platz 90 der deutschen Albumcharts. Am 15. August 2014 wurde zusammen mit der deutschen Band Zodiac die Split-Single Out of the City veröffentlicht. Beide Bands hatten bei ihren Arbeiten an ihren Studioalben unabhängig voneinander ein Lied namens Out of the City geschrieben. Audrey Horne veröffentlichten für ihre Version ein Musikvideo, in dem der Sänger der Band Amon Amarth Johan Hegg als Gast auftritt. Im Herbst 2014 gingen Audrey Horne auf Europatournee mit den Bands 77 und Pet the Preacher, bevor im Herbst 2015 eine weitere Europatournee mit Dead Lord und Dead City Ruins folgte.

### BlackoutundWaiting for the Night(2016 bis 2021)

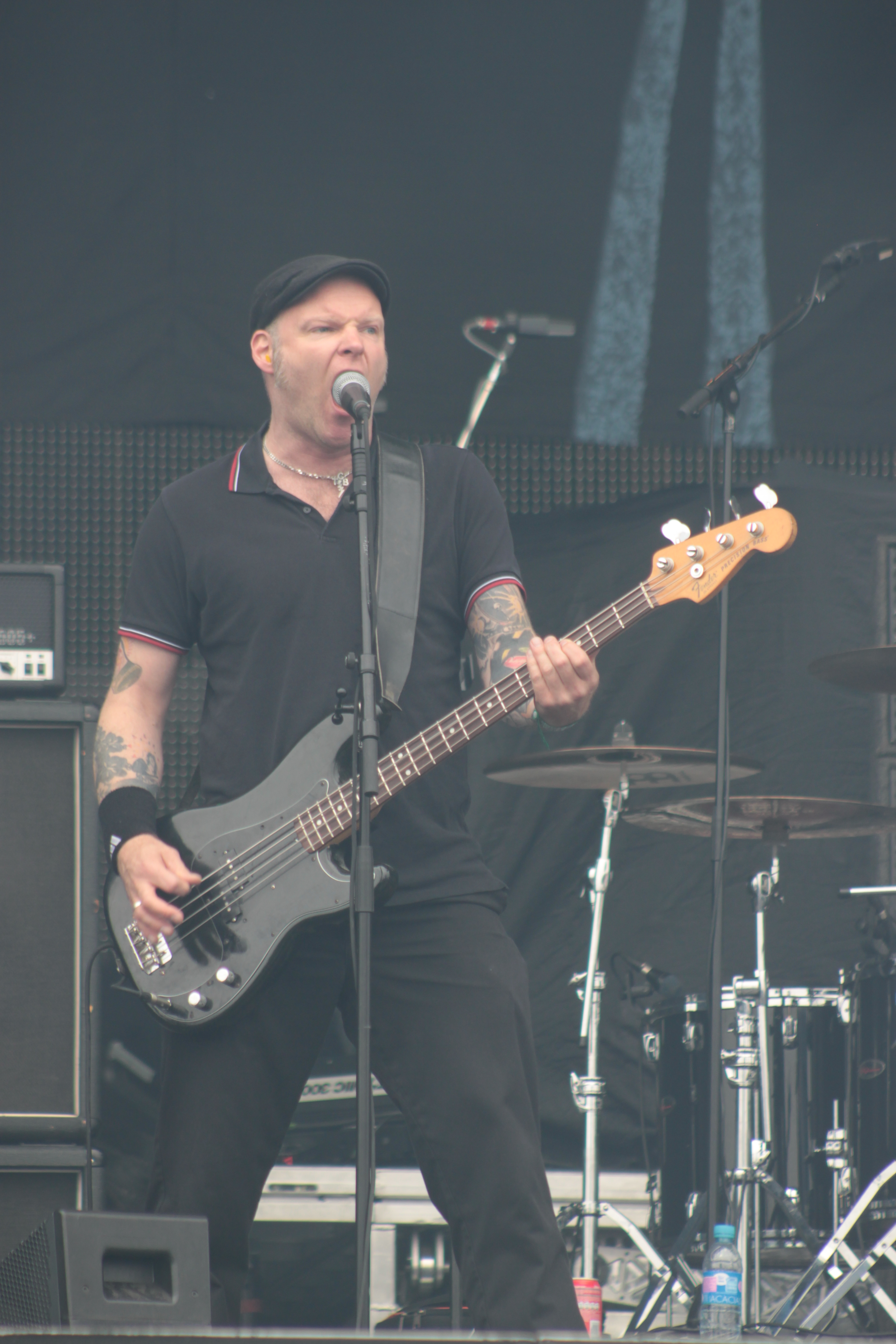
Bassist Espen Lien

Im Jahre 2016 spielte die Band nur vereinzelte Konzerte und trat beim Dynamo Metal Fest und erneut beim Hellfest auf. Arve Isdal wurde bei den Metal Hammer Awards 2016 in der Kategorie God of Riffs als bester Gitarrist nominiert, der Preis ging jedoch an Phil Campbell von der Band Motörhead. Im März 2017 spielten Audrey Horne eine Deutschlandtournee im Vorprogramm von Danko Jones. Im Juni 2017 begann die Band mit den Aufnahmen für ihr sechstes Studioalbum Blackout, dass am 12. Januar 2018 veröffentlicht wurde. Das Album wurde in den deutschen Magazinen Metal Hammer, Rock Hard und Deaf Forever jeweils zum Album des Monats gekürt und erreichte Platz 37 der deutschen und Platz 46 der Schweizer und Platz 68 der österreichischen Albumcharts. Parallel zur Albumveröffentlichung brachte die Band in Kooperation mit der Brauerei 7 Fjell Bryggeri aus Bønes das Bier Blackout auf den Markt. Es handelt sich um ein New England India Pale Ale.
Nach der Albumveröffentlichung spielten Audrey Horne eine Europatournee mit den Vorgruppen Dead City Ruins und Magick Touch. Im März und April 2019 spielte die Band eine weitere eine Europatournee, bei der Audrey Horne zunächst mit The Bones und später mit Thundermother im Vorprogramm der Backyard Babies spielten. Außerdem nahmen Audrey Horne am Full Metal Cruise VIII und im Sommer am Festival Bang Your Head teil. Am 28. Februar 2020 veröffentlichte die Band ihr erstes Livealbum Waiting for the Night, für das zwei Konzerte in Bergen aus dem Jahre 2018 mitgeschnitten wurden. Im März 2020 folgte eine Tour mit Formosa und Magick Touch, die wegen der COVID-19-Pandemie vorzeitig abgebrochen werden musste.

### Devil’s Bell(seit 2022)
Die Band nutzte die andauernde Pandemie, um ein neues Album zu schreiben, welches von Arve Isdal produziert wurde. Das Album Devil’s Bell wurde am 22. April 2022 veröffentlicht.

## Stil

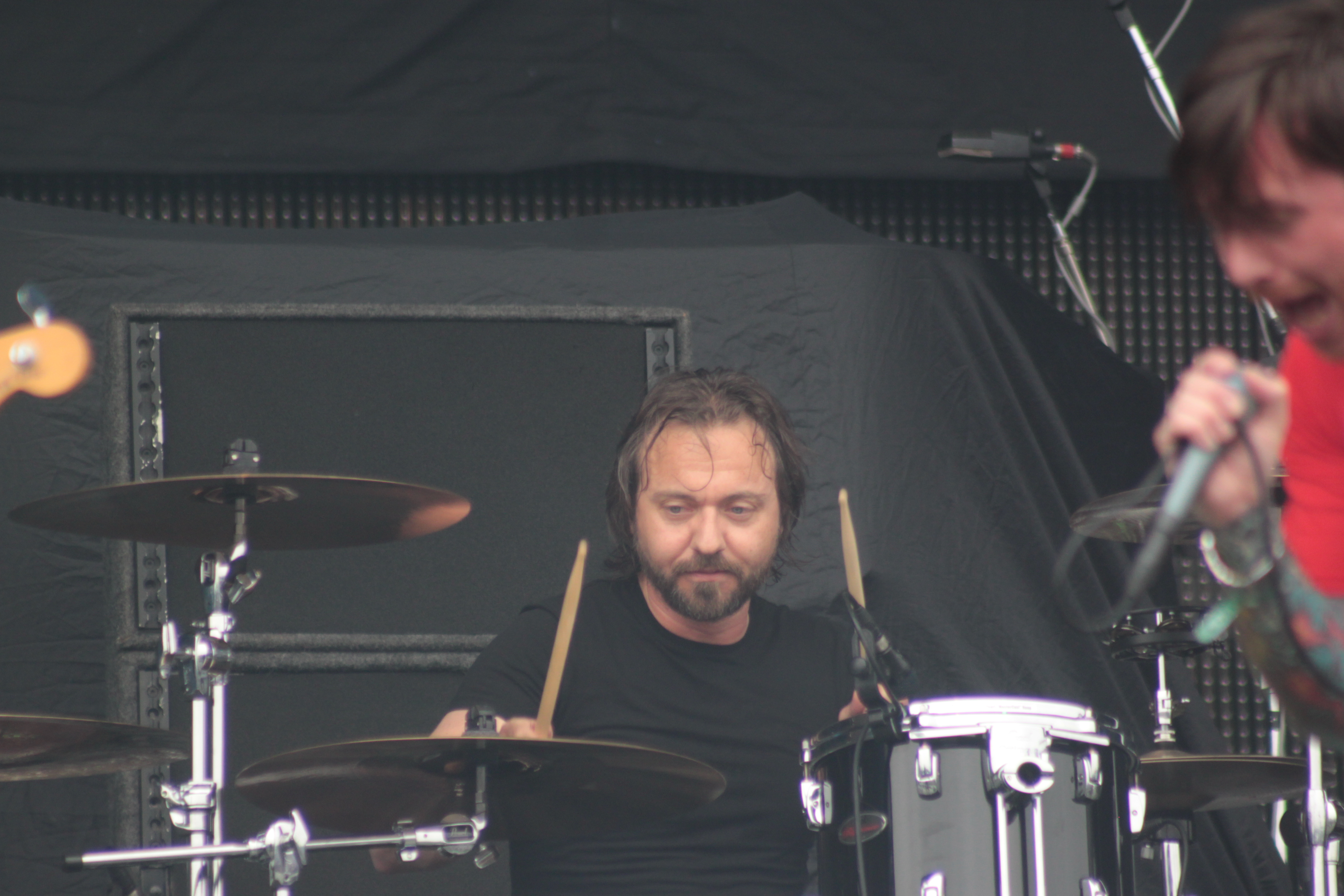
Schlagzeuger Kjetil Greve

Obwohl die beteiligten Musiker zuvor in Black- bzw. Viking-Metal-Bands gespielt haben, ist die Musik von Audrey Horne eher im Hard Rock angesiedelt. Laut dem Gitarristen Arve Isdal bezeichnen die Musiker selbst den Stil ihrer Band als modernen Classic Rock. Teilweise wird die Musik auch als Alternative Rock oder Post-Grunge beschrieben. Gitarrist Thomas Tofthagen erklärte in einem Interview, dass bei der Bandgründung die Musiker die Musik ihrer Idole spielen wollten, da die Bandmitglieder mit dieser Musik aufgewachsen sind. Ferner wollte die Band das gleiche Gefühl verbreiten, welches die Musiker hatten, als sie ihre Lieblingsbands bei Konzerten sahen. Auf den ersten beiden Studioalben No Hay Banda und Le Fol wurde die Musik von Audrey Horne mit der von Bands wie Faith No More, Soundgarden oder Alice in Chains, teilweise auch mit Rainbow, A Perfect Circle oder Tool verglichen. Auch Kiss, Led Zeppelin und Black Sabbath stellen Einflüsse für die Band dar.

„Auch wenn unsere Musik sehr schwer vom klassischen Hard Rock und Heavy Metal der Siebziger und Achtziger beeinflusst ist, waren wir niemals daran interessiert, eine Vintage/Retro-Band zu sein. Da sind so viele Bands draußen die versuchen auszusehen und zu klingen als ob es 1975 oder 1985 wäre, und ehrlicherweise fand ich das für eine Zeitlang auch amüsant, aber es langweilt mich auch recht schnell.“

Auf ihrem selbstbetitelten dritten Album tendierte die Musik eher in Richtung Classic Rock der 1970er und 1980er Jahre. Im Vorfeld hatten die Musiker viel von dieser Art Musik gehört, was sich in den Liedern niederschlug. Die Keyboards wurden teilweise durch die Hammond-Orgel und das Mellotron ersetzt, spielen aber laut Torkjell Rød eine den Gitarren ebenbürtige Rolle. Laut Arve Isdal spielte Herbrand Larsen während der Aufnahmen zu Audrey Horne mit den restlichen Musikern um die Wette. Ab Youngblood gestalteten Audrey Horne ihre Musik einfacher. Laut Torkjell Rød hat die Band früher immer versucht, jeden Teil in Sound zu „ertränken“ und wenn etwas nicht funktionierte wurden weitere Instrumente oder Harmonien hinzugefügt. Heutzutage würde die Band solch ein Lied entweder umschreiben oder nicht weiter bearbeiten.
Die vom Sänger Torkjell Rød verfassten Texte beziehen sich auf das Leben, menschliche Interaktion, Tod, den Ozean und die Liebe. Die Inspiration dazu holt er sich durch seinen Hauptberuf als Tätowierer. Auf dem Album Le Fol handeln die Texte vom Thema Liebe, zerbrochenen Beziehungen, Wut etc. Bei den Texten des selbst betitelten Album verwendete Rød zahlreiche Seefahrer-Metaphern.

## Diskografie
Studioalben

| Jahr | Titel Musiklabel              | Höchstplatzierung, Gesamtwochen, AuszeichnungChartplatzierungen (Jahr, Titel, Musiklabel, Platzierungen, Wochen, Auszeichnungen, Anmerkungen) | Höchstplatzierung, Gesamtwochen, AuszeichnungChartplatzierungen (Jahr, Titel, Musiklabel, Platzierungen, Wochen, Auszeichnungen, Anmerkungen) | Höchstplatzierung, Gesamtwochen, AuszeichnungChartplatzierungen (Jahr, Titel, Musiklabel, Platzierungen, Wochen, Auszeichnungen, Anmerkungen) | Höchstplatzierung, Gesamtwochen, AuszeichnungChartplatzierungen (Jahr, Titel, Musiklabel, Platzierungen, Wochen, Auszeichnungen, Anmerkungen) | Anmerkungen                              |
| Jahr | Titel Musiklabel              | DE | AT | CH | NO | Anmerkungen                              |
| ---- | ----------------------------- | --- | --- | --- | --- | ---------------------------------------- |
| 2005 | No Hay Banda Tuba Records     | — | — | — | NO32 (1 Wo.)NO | Erstveröffentlichung: 31. Juli 2007      |
| 2007 | Le Fol Indie Recordings       | — | — | — | NO22 (1 Wo.)NO | Erstveröffentlichung: 27. Juli 2007      |
| 2010 | Audrey Horne Indie Recordings | — | — | — | NO13 (4 Wo.)NO | Erstveröffentlichung: 26. Februar 2010   |
| 2013 | Youngblood Napalm Records     | DE66 (1 Wo.)DE | — | — | NO10 (3 Wo.)NO | Erstveröffentlichung: 25. Januar 2013    |
| 2014 | Pure Heavy Napalm Records     | DE90 (1 Wo.)DE | — | — | NO16 (1 Wo.)NO | Erstveröffentlichung: 19. September 2014 |
| 2018 | Blackout Napalm Records       | DE37 (1 Wo.)DE | AT68 (1 Wo.)AT | CH46 (1 Wo.)CH | — | Erstveröffentlichung: 12. Januar 2018    |
| 2022 | Devil’s Bell Napalm Records   | DE19 (1 Wo.)DE | — | CH16 (1 Wo.)CH | — | Erstveröffentlichung: 22. April 2022     |

## Auszeichnungen
| Jahr | Kategorie           | für          | Resultat  |
| ---- | ------------------- | ------------ | --------- |
| 2005 | Metal               | No Hay Banda | Gewonnen  |
| 2005 | Newcomer des Jahres | No Hay Banda | Nominiert |
| 2007 | Metal               | Le Fol       | Nominiert |

| Jahr | Kategorie     | für          | Resultat  |
| ---- | ------------- | ------------ | --------- |
| 2011 | Up and Coming | Audrey Horne | Gewonnen  |
| 2013 | Best Album    | Youngblood   | Nominiert |
| 2016 | God of Riffs  | Arve Isdal   | Nominiert |

Alarmprisen
| Jahr | Kategorie | für    | Resultat  |
| ---- | --------- | ------ | --------- |
| 2007 | Metal     | Le Fol | Nominiert |